# 扎布丽娜·黑林-普拉德勒
扎布丽娜·黑林-普拉德勒（德語：Sabrina Hering-Pradler，1992年2月16日—），德国女子皮划艇运动员。她曾代表德国参加2016年和2020年夏季奥林匹克运动会皮划艇比赛，其中2016年奥运会获得一枚银牌。